# Port lotniczy Sakon Nakhon
Port lotniczy Sakon Nakhon (IATA: SNO, ICAO: VTUI) – port lotniczy położony w Sakon Nakhon, w prowincji Sakon Nakhon, w Tajlandii.